# オーケストラの森
『オーケストラの森』（オーケストラのもり）は、NHK教育テレビで2006年4月30日から2012年3月11日まで放送されていたオーケストラ専門の音楽番組である。

## 概要
日本各地で地域に根付いて活躍するプロオーケストラを紹介する。20以上あるオーケストラの中から、特色ある活動を行っている1団体を毎回紹介し、オーケストラ音楽をじっくり楽しむ。

## 放送時間
原則として第5日曜日の21時から放送されている（この時間は通常『ららら♪クラシック』が放送されているが、第5日曜日は休止される）。また土曜日・日曜日の15時台から17時台にかけて放送されることもある。

## 関連番組
- N響アワー
- 思い出の名演奏